# Cromlech de Drombeg
Le cercle de pierre de Drombeg (aussi connu comme l'Autel du Druide), est un cromlech circulaire doté d'une large pierre couchée, caractéristique des cercles de pierres couchées des Îles Britanniques. Il est situé à 2,4 km à l'Est de Glandore, dans le Comté de Cork en Irlande. 
Drombeg est un des sites mégalithiques les plus visités en Irlande. L'intérieur du cercle a été couvert de gravier pour le préserver du piétinement des visiteurs.

## Caractéristiques
Le cercle en pierre consiste en dix-sept pierres, serrées le long d'un cercle de 9 mètres de diamètre. Treize de ces mégalithes sont encore présents. La pierre la plus à l'Ouest (de 1,9 mètre de long) est une table faite d'une longue pierre couchée, qui présente deux coupelles (cup  mark) creusées, dont une est entourée d'un anneau. En tant que cercle de pierre du type  « Cork-Kerry », on retrouve deux pierres de 1,8 mètre de haut diamétralement opposées à cette table, qui orientent le monument suivant un axe Sud-Ouest aligné avec le soleil couchant du solstice d'hiver. À cette époque de l'année, le soleil se couche dans une encoche remarquable entre deux collines éloignées. Si cet alignement est correct, il n'est cependant pas précis.
Les ruines de deux huttes préhistoriques rondes en pierre et d'un fulacht fiadh (en) (foyer d'usage indéterminé, typique de l'Irlande) ont été trouvées à 40 mètres à l'Ouest du monument. Divers éléments laissent penser que le fulacht fiadh a été utilisé jusqu'au Ve siècle ap. J-C. La plus grande hutte avait un toit en bois soutenu par un poteau du même matériau. La plus petite hutte était équipée d'un four de cuisine sur son côté Est.
Un trottoir relie les huttes au fulacht fiadh composé d'un foyer, d'un puits et d'une cuvette dans laquelle de l'eau était portée à ébullition en y jetant des pierres chaudes.

## Fouilles
Le site a été fouillé et restauré en 1958. À cette occasion, un pot a été trouvé au centre du cercle, contenant les restes incinérés d'un jeune adolescent enveloppé dans des vêtements épais. La datation par le carbone 14 d'échantillons prélevés sur le site suggère que celui-ci ait été actif entre  -945 et - 830 av. J-C. Le pot avait été enterré près du centre du cercle, avec 80 autres tessons brisés, quatre morceaux de schiste et des restes d'un bûcher.